# Trogloctenus
Genre
Trogloctenus est un genre d'araignées aranéomorphes de la famille des Ctenidae.

## Distribution
Les espèces de ce genre se rencontrent au Congo-Kinshasa et à La Réunion.

## Liste des espèces
Selon World Spider Catalog (version 17.0, 30/05/2016) :
- Trogloctenus briali Ledoux, 2004
- Trogloctenus fagei (Lessert, 1935)

## Publication originale
- Lessert, 1935 : Description de deux araignées cavernicoles du Congo belge. Revue de zoologie et de botanique africaines, vol. 27, p. 326-332.